# De Treffers
De Treffers is een voetbalclub uit het Nederlandse Groesbeek die is opgericht op 1 augustus 1919. De club speelt zijn wedstrijden op Sportpark Zuid. Het eerste mannenelftal van de vereniging komt uit in de Tweede divisie en in de Vierde klasse zaterdag van het district Oost (seizoen 2025/26).

## Geschiedenis
Rond 1919 begon een groep jongeren op ontgonnen heidegrond op De Bisselt te voetballen onder de naam De Treffers. Onder leiding van toenmalig voorzitter Jan Piepenbreier verhuisde de club naar Groesbeek. Ongeveer vanaf 1930 begon de aansluiting van De Treffers bij de top van de RKF (Roomsch-Katholieke Federatie).
In de opvolgende seizoenen 1935/36 en 1936/37 werd het kampioenschap van de eerste klasse in het district Oost behaald. In de strijd om het landskampioenschap met de andere districtskampioenen was De Treffers nog niet goed genoeg.
Na de Tweede Wereldoorlog volgde een mindere periode, maar na het seizoen 1961/62 wist het promotie van de derde naar de tweede klasse af te dwingen. Het hierop volgende seizoen wist De Treffers direct te promoveren naar de eerste klasse (tot 1974 het hoogste niveau in het amateurvoetbal), waar het met uitzondering van het seizoen 1971/72 in wist te blijven.
De Treffers speelde dan ook vanaf de oprichting van de Hoofdklasse in 1974 tot en met 2010 in de zondag Hoofdklasse, het hoogste niveau bij de amateurs. Geen enkele club wist dit ook te presteren. Acht keer werd De Treffers afdelingskampioen, drie keer werd het landskampioenschap bij de zondagamateurs behaald en twee keer werden De Treffers ook algeheel amateurkampioen van Nederland. Hiermee is De Treffers de meest succesvolle amateurclub in het zondagvoetbal. In 2009/10 promoveerde De Treffers naar de nieuw gevormde Topklasse.
De Treffers speelde op 20 augustus 2010 de allereerste wedstrijd in de Topklasse. Het was de uitwedstrijd tegen FC Oss. Namens De Treffers scoorde Koen Garritsen het eerste doelpunt aller tijden in de Topklasse Zondag. De wedstrijd eindigde in een 3-3 gelijkspel. De Treffers sloot het seizoen af op de vijfde plaats. In het seizoen erna wisten op de vierde plaats te eindigen en in het derde Topklasse-seizoen eindigde ze als derde. In dit seizoen werd ook de periodetitel gehaald, waardoor De Treffers volgend seizoen pas in de tweede ronde van de KNVB beker hoeft in te stromen, samen met de clubs uit het betaald voetbal. Aartsrivaal Achilles '29 werd in dit seizoen voor de tweede keer achtereen kampioen in de Topklasse en promoveerde naar de Jupiler League. Het seizoen 2013/14 zal hierdoor het eerste seizoen in de geschiedenis van beide clubs zijn dat Achilles '29 in een hogere competitie spelen dan De Treffers.
Op 18 mei 2013 werd voor het eerst in bijna 20 jaar weer de Districtsbeker Oost binnengehaald. De wedstrijd tegen mede-Topklasser HSC '21 werd op het eigen Sportpark Zuid met 2-0 gewonnen. De finale om de KNVB beker voor amateurs werd na verlenging verloren van SV Argon door een eigen doelpunt van Fabian Peppinck.
In 2016 werd de Tweede Divisie opnieuw ingevoerd. De Treffers wist zich hiervoor gelijk te plaatsen en heeft zich sindsdien steeds weten te handhaven. De vierde plaats in het eerste seizoen is tot op heden het beste resultaat.
De Treffers heeft vaak deelgenomen aan de KNVB Beker voor profclubs. Meestal bleef het avontuur beperkt tot een ronde, maar in 2003 schakelde De Treffers profclub FC Dordrecht uit door met thuis met 2-1 te winnen.
In de KNVB Beker van 2022/23 stuntte De Treffers door in de eerste ronde eredivisionist RKC Waalwijk uit te schakelen. In de tweede ronde werd vervolgens eredivisionist SC Cambuur uitgeschakeld. Dit maakte De Treffers de eerste amateurclub die in een bekerseizoen minimaal 2 clubs uit de eredivisie wist uit te schakelen. In de achtste finale werd De Treffers uitgeschakeld door eerstedivisionist De Graafschap.

## Erelijst
Algeheel amateurkampioen van Nederland (2×)
1991, 1998
Landskampioen zondagamateurs (3×)
1988, 1991, 1998
Hoofdklasse (HC) (8×)
1981, 1986, 1988, 1990, 1991, 1998, 2005, 2010
Districtsbeker Oost (2×)
1994, 2013

## Competitieresultaten vanaf 2005 (zaterdag)
| 9 4A |

| 8 4A |

| 6 4A |

| 8 4A |

| 3 4A |

| 3 4A |

| 6 3A |

| 5 3A |

| 6 3A |

| 5 3A |

| 9 3A |

| 5 3A |

| 9 3A |

| 3 3A |

| 7 3A |

| -- 3A |

| -- 3A |

| 3 4A |

| 1 4A |

| 12 3A |

| Derde klasse | Vierde klasse |

## Competitieresultaten vanaf 1941 (zondag)
| 8 2C |

| 9 2C |

| 3 2C |

| 10 2C |

|  |

| 10 2C |

| 1 3F |

| 5 3F |

| 7 3E |

| 2 3E |

| 9 3E |

| 2 3D |

| 11 3D |

| 6 3D |

| 5 3D |

| 8 3D |

| 11 3D |

| 6 3D |

| 3 3D |

| 4 3D |

| 6 3D |

| 1 3D |

| 1 2A |

| 9 1D |

| 4 1D |

| 3 1D |

| 9 1D |

| 3 1D |

| 2 1D |

| 1 1D |

| 11 1D |

| 1 2A |

| 5 1D |

| 6 1D |

| 10 B |

| 3 B |

| 5 B |

| 11 B |

| 7 B |

| 7 B |

| 1 B |

| 8 B |

| 2 B |

| 10 B |

| 8 B |

| 1 B |

| 2 B |

| 1 B |

| 5 B |

| 1 B |

| 1 B |

| 5 B |

| 3 B |

| 8 B |

| 2 B |

| 3 B |

| 2 C |

| 1 C |

| 7 C |

| 2 C |

| 2 C |

| 2 C |

| 2 C |

| 3 C |

| 1 C |

| 2 C |

| 2 C |

| 2 C |

| 3 C |

| 1 C |

| 5 |

| 4 |

| 3 |

| 11 |

| 4 |

| 4 |

| 4 |

| 13 |

| 11 |

| -- |

| -- |

| 15 |

| 5 |

| 2 |

| 10 |

| Tweede Divisie | Topklasse | Hoofdklasse | Eerste klasse | Tweede klasse | Derde klasse |

In elke staaf van de grafiek staat van boven naar beneden vermeld: 
- Eindnotering

Dit is de positie die de club heeft bereikt in de competitie, zonder eventuele beslissings-, play-off- of nacompetitiewedstrijden die nodig zijn geweest om bijvoorbeeld de kampioen van de competitie te bepalen.
Indien een * achter het getal staat is de notering een tussenstand en kan het zijn dat de notering niet overeenkomt met de uiteindelijke eindstand van de competitie.
Staat er een - dan is het seizoen nog bezig en is er geen definitieve uitslag bekend.
Staat er xx op de positie van de notering, dan heeft de club vroegtijdig de competitie verlaten. Dit kan onder andere komen door terugtrekking van het team, faillissement van de club of door een uitgedeelde straf van de KNVB. In veel gevallen staat elders in het artikel de reden vermeld.
Staat er een ? dan is het resultaat uit het verleden onbekend, en is alleen de competitie of het niveau bekend van dat seizoen.
In de seizoenen 2019/20 en 2020/21 werd wegens de coronacrisis het amateurvoetbal afgebroken. Daardoor kennen deze staven geen eindklassering (middels -- weergegeven).
- Competitieniveau en afdelingsletter of Officiële eindstand Eredivisie
  - Competitieniveau en afdelingsletter

Hierbij geeft het getal het niveau weer, dat ook terug te vinden is in de legenda. De letter is de afdelingsaanduiding en wordt gebruikt wanneer er meer afdelingen zijn op hetzelfde niveau. De afdelingsletter is altijd een hoofdletter en wordt meestal zonder nummer gebruikt.
Voorbeeld: 2F is niveau 2e klasse competitie F.
Het competitieniveau en nummer wordt niet vermeld wanneer er slechts één competitie van dit niveau was.
  - Officiële eindstand Eredivisie (getal staat tussen haakjes vermeld)

Sinds de introductie van play-offwedstrijden voor Europees voetbal na afloop van de reguliere competitie in 2005/06, is de KNVB verplicht een eindstand van de Eredivisie door te geven aan de UEFA aan de hand van deze play-offwedstrijden.
Bij deze eindstand staan clubs die zich hebben gekwalificeerd voor Europees voetbal hoger dan clubs die zich niet wisten te kwalificeren. Indien er geen verschil was tussen de eindnotering en de officiële eindstand, staat dit getal niet vermeld.

- Onderafdeling

Hier staat afgekort de naam van de onderafdeling indien de club in dat jaar in een onderafdeling uitkwam. Tevens staat deze afkorting in de legenda en wordt gelinkt naar het artikel over deze onderafdeling. Deze afkorting wordt alleen vermeld wanneer de club in het verleden in verschillende onderafdelingen heeft gespeeld. Deze vermelding is in de staaf altijd in kleine letters. Deze onderafdelingen zijn na het seizoen 1995/96 afgeschaft. Heeft de club in slechts één onderafdeling gespeeld, dan is dit alleen terug te vinden in de legenda.
Onder de staaf staat het jaartal vermeld waarin het seizoen is afgesloten. 15 verwijst naar het seizoen 2014/15 of eventueel het seizoen 1914/15.
Wanneer een staaf leeg is, zijn deze gegevens niet bekend. Het kan ook zijn dat de club dat seizoen niet heeft meegespeeld op het hogere amateurniveau, vroegtijdig de competitie heeft verlaten of uit de competitie is gezet.

In het seizoen 1944/45 was er wegens de Tweede Wereldoorlog geen regulier competitievoetbal.
2019/20: Dit seizoen werd na 24 speelrondes stopgezet vanwege de uitbraak van het COVID-19-virus. Er werd voor dit seizoen geen eindstand vastgesteld.

## De Treffers in de KNVB Beker
Dit schema laat de resultaten zien van De Treffers tegen profclubs in de KNVB Beker.
| Seizoen | Ronde      | Wedstrijd                      | Uitslag  |
| ------- | ---------- | ------------------------------ | -------- |
| 1981/82 | 1e ronde   | De Treffers - FC Den Bosch '67 | 1-5      |
| 1986/87 | 1e ronde   | De Treffers - Vitesse          | 1-3      |
| 1987/88 | 1e ronde   | De Treffers - PSV              | 0-6      |
| 1988/89 | 1e ronde   | De Treffers - SBV Haarlem      | 0-4      |
| 1990/91 | 1e ronde   | De Treffers - Willem II        | 2-3      |
| 1991/92 | 2e ronde   | NAC Breda - De Treffers        | 6-1      |
| 1993/94 | 3e ronde   | De Treffers - NEC Nijmegen     | 1-3      |
| 1995/96 | Groep 7    | De Treffers - De Graafschap    | 1-8      |
| 1995/96 | Groep 7    | Helmond Sport - De Treffers    | 3-2      |
| 1996/97 | Groep 7    | De Treffers - De Graafschap    | 2-4      |
| 1996/97 | Groep 7    | De Treffers - SC Heracles '74  | 0-6      |
| 1997/98 | Groep 11   | BV Emmen - De Treffers         | 4-0      |
| 1997/98 | Groep 11   | De Treffers - NEC Nijmegen     | 0-4      |
| 1998/99 | Groep 3    | Go Ahead Eagles - De Treffers  | 6-0      |
| 1998/99 | Groep 3    | De Treffers - NEC Nijmegen     | 0-5      |
| 2000/01 | Groep 14   | NEC Nijmegen - De Treffers     | 2-1      |
| 2000/01 | Groep 14   | De Treffers - TOP Oss          | 1-5      |
| 2001/02 | Groep 14   | NEC Nijmegen - De Treffers     | 3-2      |
| 2002/03 | Groep 14   | De Graafschap - De Treffers    | 1-1      |
| 2002/03 | 2e ronde   | ADO Den Haag - De Treffers     | 3-2 n.v. |
| 2003/04 | 1e ronde   | De Treffers - FC Dordrecht     | 2-1      |
| 2003/04 | 2e ronde   | De Treffers - BV Veendam       | 2-3      |
| 2004/05 | 1e ronde   | De Treffers - MVV Maastricht   | 2-0      |
| 2004/05 | 2e ronde   | Helmond Sport - De Treffers    | 3-1      |
| 2005/06 | 3e ronde   | Helmond Sport - De Treffers    | 1-0 n.v. |
| 2006/07 | 2e ronde   | De Treffers - Sparta Rotterdam | 2-6      |
| 2007/08 | 3e ronde   | De Treffers - NEC Nijmegen     | 1-5      |
| 2008/09 | 2e ronde   | De Treffers - De Graafschap    | 3-4 n.v. |
| 2009/10 | 2e ronde   | De Treffers - BV Veendam       | 2-0      |
| 2009/10 | 3e ronde   | De Treffers - NAC Breda        | 1-6      |
| 2011/12 | 3e ronde   | De Treffers - De Graafschap    | 1-5      |
| 2014/15 | 2e ronde   | De Treffers - Telstar          | 2-1 n.v. |
| 2014/15 | 3e ronde   | De Treffers - NEC Nijmegen     | 1-3      |
| 2015/16 | 2e ronde   | De Treffers - Roda JC Kerkrade | 0-3      |
| 2017/18 | 2e ronde   | RKC Waalwijk - De Treffers     | 7-0      |
| 2019/20 | 1e ronde   | De Treffers - FC Twente        | 0-2      |
| 2021/22 | 2e ronde   | sc Heerenveen - De Treffers    | 2-0      |
| 2022/23 | 1e ronde   | De Treffers - RKC Waalwijk     | 2-0      |
| 2022/23 | 2e ronde   | De Treffers - SC Cambuur       | 1-0      |
| 2022/23 | 8e finales | De Graafschap - De Treffers    | 3-0      |
| 2023/24 | 2e ronde   | Go Ahead Eagles - De Treffers  | 7-1      |
| 2024/25 | 1e ronde   | De Treffers - Fortuna Sittard  | 1-4      |

## Bekende (oud-)spelers
- Jim van Alst
- Sjoerd Ars
- Tim Bakens (jeugd)
- Bas Bakker
- Pim Balkestein
- Boy van de Beek
- Barry Beijer
- Tom Beissel
- Just Berends
- Rini van den Bergh
- Remko Bicentini
- Ricky Bochem
- Redouan Hazzat
- Jasper Cillessen (jeugd)
- Ulrich Cruden
- Teije ten Den
- Koen Garritsen
- Henk Grim
- Guillano Grot
- Sherwin Grot
- Bernard Hofstede
- Paul Jans
- Ahmet Kiliç
- Erwin Koen
- Luuk Maes
- Santiago Palacios
- Jan Peters
- Patrick Pothuizen
- Peter van Putten
- Sandy Schreur
- Kürşad Sürmeli
- Hans Tassenaar
- Frank Wijnhoven

### Overig
- Cedric Badjeck
- Jean Black

## Trainers
- 2025 – heden Theo Janssen
- 2024 – 2025 Edwin Linssen
- 2024 Frank van Kouwen
- 2022 – jan. 2024 Lee-Roy Echteld
- 2022 Gert Kruys
- okt. 2021– apr. 2022 François Gesthuizen
- 2019–okt. 2021 Jan de Jonge
- 2015–2019 Anton Janssen
- 2015 (a.i.) Willie Willems
- 2014–2015 Ton Caanen
- 2014 Camiel Jager
- 2012–2014 John Neijenhuis
- 2011–2012 Camiel Jager
- 2009–2011 Johan de Kock
- 2007–2009 Eugène Marijnissen
- 2006–2007 Jan Pruijn
- 2004–2006 Jan Peters
- 2001–2004 Willie Willems
- 1995–1998 Jan Peters
- 1990–1991 Ben Gerritsen
- 1985–1990 Jan Pruijn